# Serianthes rurutensis
Serianthes rurutensis är en ärtväxtart som först beskrevs av F.Brown, och fick sitt nu gällande namn av Ivan Christian Nielsen. Serianthes rurutensis ingår i släktet Serianthes och familjen ärtväxter. Inga underarter finns listade i Catalogue of Life.